# Gare de Vigeois
La gare de Vigeois est une halte ferroviaire française de la ligne des Aubrais - Orléans à Montauban-Ville-Bourbon, située sur le territoire de la commune de Vigeois, dans le département de la Corrèze, en région Nouvelle-Aquitaine.
C'est une halte voyageurs de la Société nationale des chemins de fer français (SNCF) desservie par les trains du réseau TER Nouvelle-Aquitaine.

## Situation ferroviaire
Établie à 269 mètres d'altitude, la gare de Vigeois est située au point kilométrique (PK) 468,231 de la ligne des Aubrais - Orléans à Montauban-Ville-Bourbon, entre les gares ouvertes d'Uzerche et Allassac. En direction d'Allassac, s'intercale la gare fermée d'Estivaux.

## Histoire

### Fréquentation
Selon les estimations de la SNCF, la fréquentation annuelle de la gare figure dans le tableau ci-dessous.
| Année               | 2015  | 2016  | 2017  | 2018  | 2019  | 2020  | 2021  | 2022  | 2023  |
| ------------------- | ----- | ----- | ----- | ----- | ----- | ----- | ----- | ----- | ----- |
| Nombre de voyageurs | 8 686 | 9 614 | 8 161 | 7 841 | 7 963 | 6 736 | 7 152 | 7 772 | 8 513 |

## Service des voyageurs

### Accueil
Elle est équipée de deux quais latéraux avec un abri voyageurs sur chaque quai, encadrant deux voies. Le changement de quai se fait par un platelage posé entre les voies (passage protégé).
Un parking est à disposition pour les véhicules des usagers.

### Dessertes
La gare est desservie par des trains du réseau TER Nouvelle-Aquitaine (ligne Limoges - Brive-la-Gaillarde).